# Liste der Äbte des Schottenstifts
Die folgenden Personen waren Äbte des Schottenstifts in Wien:

## Iroschotten
- 1. Sanctinus, 1155–1169
- 2. Finanus, 1169–1195
- 3. Gregor, 1195–1202
- 4. Ulrich, 1202–1204
- 5. Marcus, 1204–1230
  - Matthaeus, 1208–1220?[1]
  - Marcus II., 1220–1230?[2]
- 6. Dirmicus, 1232–1235
- 7. Felix, 1235?–1247
- 8. Philipp I., 1248–1268?
- 9. Johannes I., 1269–1273
- 10. Thomas I., 1273–1274
- 11. Johannes II., 1274?
- 12. Wilhelm I., 1274–1280
- 13. Thomas II., 1280–1286
- 14. Wilhelm II., 1286–1309
- 15. Nikolaus I., 1309–1318
- 16. Johannes III., 1318–1320
- 17. Mauricius, 1320–1337
- 18. Heinrich I., 1337–1342
- 19. Nikolaus II., 1342–1346
- 20. Philipp II., 1346–1347
- 21. David, 1347–1348
- 22. Wilhelm III., 1348–1349
- 23. Clemens, 1349–1372
- 24. Donatus, 1372–1380
- 25. Donaldus, 1380–1392
- 26. Heinrich II., 1392–1399
- 27. Patricius, 1399–1400
- 28. Albert, 1400–1401
- 29. Johannes IV., 1401–1403
- 30. Thomas III. O'Crosscraid, 1403–1418

## Deutsche Äbte
- 31. Nikolaus III. von Respitz, 1418–1428
- 32. Johannes V. von Ochsenhausen, 1428–1446
- 33. Martin von Leibitz, 1446–1460[3]
- 34. Hieronymus, 1460[4]–1466
- 35. Johannes VI. von Lambach, 1466–1467
- 36. Matthias Fink, 1467–1475
- 37. Leonhard von Kleinmariazell, 1475–1479
- 38. Stephan Kolb, 1479–1482
- 39. Christoph, 1482–1485
- 40. Gallus, 1485–1486
- 41. Johannes VII. Huistnaus, 1486–1500
- 42. Placidus von St. Peter, 1500
- 43. Johann VIII. Krembnitz, 1500–1518
- 44. Benedictus I. Chelidonius, 1518–1521
- 45. Michael de Laeba, 1521–1528
- 46. Konrad Weichselbaum, 1528–1541
- 47. Wolfgang Traunsteiner, 1541–1562
- 48. Johannes IX. Schretel, 1562–1583
- 49. Georg I. Strigl, 1583–1608
- 50. Augustin Pitterich, 1608–1629
- 51. Johannes X. Walterfinger, 1629–1641
- 52. Anton Spindler von Hofegg, 1642–1648
- 53. Petrus Heister, 1649–1662
- 54. Georg II. Mörth, 1662–1664
- 55. Benedict II. Schwab, 1665–1669
- 56. Johannes XI. Schmitzberger, 1669–1683
- 57. Sebastian I. Faber, 1683–1703
- 58. Sebastian II. Vogelsinger, 1703–1705
- 59. Karl Fetzer, 1705–1750
- 60. Robert Stadler, 1750–1765
- 61. Benno Pointner, 1765–1807
- 62. Andreas Wenzel, 1807–1831
- 63. Sigismund Schultes, 1832–1861
- 64. Othmar Helferstorfer, 1861–1880
- 65. Ernest Hauswirth, 1881–1901
- 66. Leopold Rost, 1901–1913
- 67. Amand Oppitz, 1913–1930
- 68. Hermann Peichl, 1938–1966 (1930–1938 Abtkoadjutor)
- 69. Bonifaz Sellinger, 1966–1988
- 70. Heinrich III. Ferenczy, 1988–2006
- 71. Johannes XII. Jung, 2009–2021 (2006–2009 Administrator)
- 72. Nikolaus IV. Poch, seit 2021